# 宜川新村

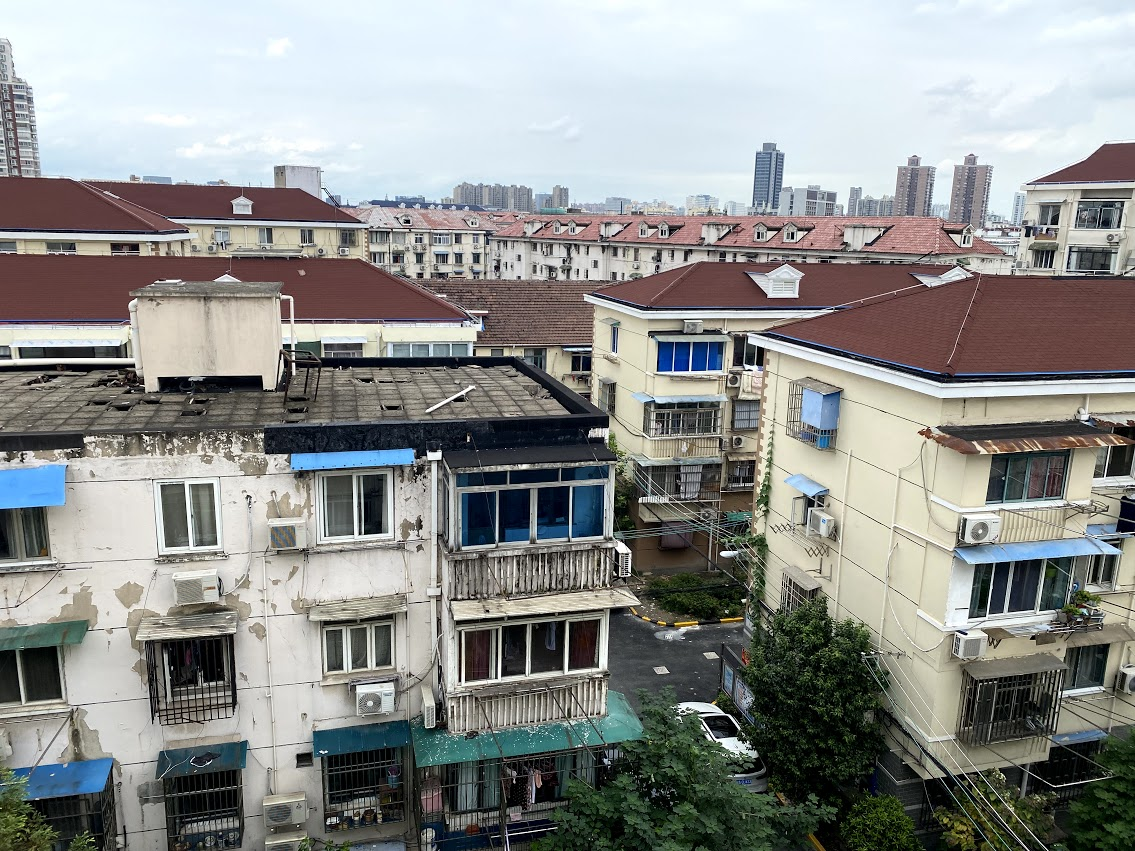
宜川六村一景

宜川新村是位於中華人民共和國上海市普陀區宜川路街道的一個居民社區，也是普陀区继曹杨新村之后的又一个工人新村，位於普陀區东部，範圍為泾惠路以东，沪太路以西，延长西路以南，中山北路以北。占地约46公顷（50.36万平方米）。宜川新村的住宅以五层为主，部分六、七层。宜川新村得名於宜川路，而宜川路又得名於陝西省宜川縣。

## 歷史
1953年起先後建立宜川一至四村。1980年起又建立宜川五村和六村。。1996年，宜川新村总人口8万余人，建有20个居民委员会。
2022年2月8日1时51分，宜川四村近驪山路一户居民家中发生火灾，造成2男1女共3名租客死亡。起火原因为电动自行车用锂电池放在卧室内，电池故障引发火灾。其中两名男子为外送员，1女為一外送員的妻子。
2023年11月，宜川三村第二居民区116-117号旧房成套改造项目完成，开启居民回搬工作。